# Anévrisme aortique

L'anévrisme aortique.

L'anévrisme aortique est une maladie de l'aorte consistant en une dilatation de cette dernière.
Elle peut concerner n'importe quel segment de ce vaisseau.
La forme la plus fréquente est l'anévrisme de l'aorte abdominale en dessous des artères rénales. L'anévrisme de l'aorte ascendante concerne l'aorte thoracique à son émergence (ou près de celle-ci) et pose des problèmes spécifiques. Plus rarement, l'anévrisme peut être situé sur l'aorte descendante et l'aorte diaphragmatique.